# Max Gehringer
Max Gehringer (Jundiaí, 1949) é um administrador de empresas e escritor brasileiro, autor de diversos livros sobre carreiras, gestão empresarial e seu esporte favorito, futebol.

## Biografia
Tornou-se conhecido por suas colunas em várias revistas, na rádio CBN e no programa Fantástico, da TV Globo.
Começou sua carreira como office-boy na antiga fábrica da Cica, em Jundiaí.  Graduou-se em administração.  Foi escolhido como um dos 30 Executivos Mais Cobiçados do Mercado em pesquisa do jornal Gazeta Mercantil, em janeiro de 1999. Foi um dos cinco finalistas do prêmio Top of Mind em 2005 e 2006 na categoria Palestrante.
Em 1999, no auge de uma carreira bem-sucedida que o levou à direção de grandes empresas  como Pepsi, Elma Chips e Pullman/Santista Alimentos, Max Gehringer decidiu dedicar seu tempo a escrever e a fazer palestras pelo Brasil. Foi colunista das revistas Você S/A, Exame e VIP, todas publicadas pela Editora Abril. Hoje escreve para as revistas Época e Época Negócios, ambas da Editora Globo.
No ano de 2007 a Editora Globo lançou o livro O Melhor de Max Gehringer na CBN — Vol. 1 — Col. Vida Executiva.
Gehringer foi considerado um dos dez maiores influenciadores digitais da rede LinkedIn, segundo o Prêmio iBest.

## Obras
- Não Aborde seu Chefe no Banheiro[5]

## Ligações Externas
- Max Gehringer Página Oficial